# 키슈텔레크구

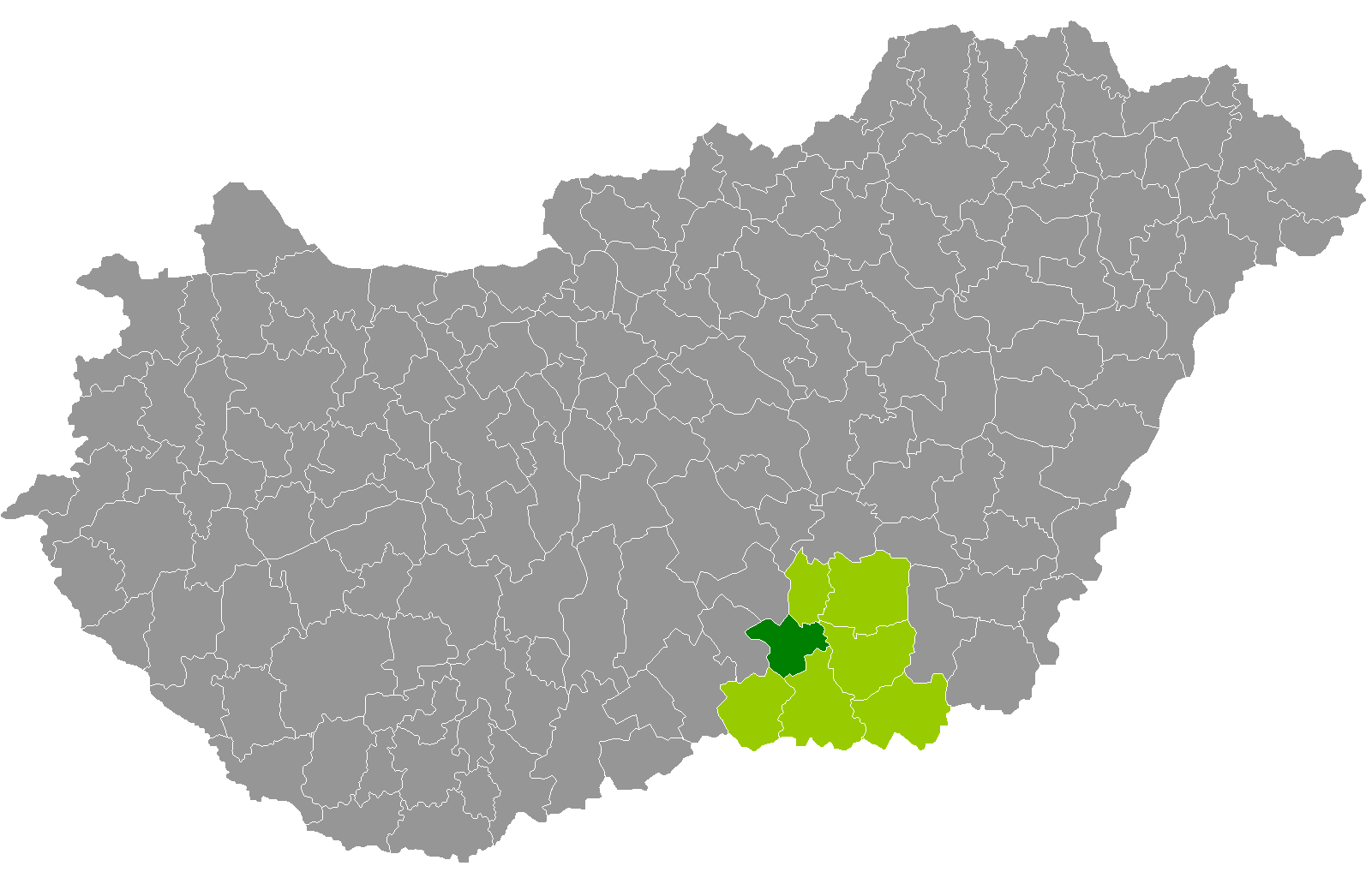
촌그라드처나드주 지도에 표시된 키슈텔레크구의 위치

키슈텔레크구(헝가리어: Kisteleki járás)는 헝가리 촌그라드처나드주에 위치한 구로 구청 소재지는 키슈텔레크이며 면적은 410.20km2, 인구는 18,185명(2011년 기준), 인구 밀도는 44명/km2이다.
북쪽으로는 촌그라드구, 바치키슈쿤주 키슈쿤펠레지하저구, 동쪽으로는 호드메죄바샤르헤이구, 남동쪽으로는 세게드구, 남쪽으로는 모러헐롬구, 서쪽으로는 바치키슈쿤주 키슈쿤머이셔구와 접한다. 6개 지방 자치체(1개 시, 5개 마을)를 관할한다.

구 문장